# الوكالة الوطنية لإدارة ومراقبة الأغذية والعقاقير
الوكالة الوطنية لإدارة ومراقبة الأغذية والعقاقير (NAFDAC) هي وكالة اتحادية تابعة لوزارة الصحة الفيدرالية في نيجيريا، وهي مسؤولة عن تنظيم ومراقبة تصنيع واستيراد وتصدير وتسويق وتوزيع وبيع واستخدام المواد الغذائية والأدوية ومستحضرات التجميل والأجهزة الطبية والمواد الكيميائية والمياه المعبأة في نيجيريا.

## تشكيل الوكالة
تم تشكيل المنظمة لفحص المنتجات غير المشروعة والمزيفة في نيجيريا في عام 1993 بموجب قانون الصحة والسلامة في البلاد. الأغذية المغشوشة والأدوية المزيفة هي مشكلة في نيجيريا. في حادثة واحدة عام 1989، توفي أكثر من 150 طفلاً نتيجة شراب الباراسيتامول الذي يحتوي على ثنائي إيثيلين جليكول. أدت هذه المشاكل إلى إنشائها، بهدف القضاء على المنتجات الصيدلانية والأطعمة والمشروبات المزيفة التي لم يتم تصنيعها في نيجيريا وضمان أن الأدوية المتاحة آمنة وفعالة.
استلهم تشكيل الهيئة من قبل قرار جمعية الصحة العالمية لعام 1988 الذي طلب مساعدة البلدان في مكافحة التهديد الصحي العالمي الذي تشكله المستحضرات الصيدلانية المزيفة. في ديسمبر 1992، تم تشكيل أول مجلس إدارة نافداك. ترأس المجلس تانيمو سولاوا. في يناير 1993، تم اعتماد التشريع الداعم باعتباره المرسوم التشريعي رقم 15 لعام 1993. في 1 يناير 1994، تم تأسيس المؤسسة برسميًا باسم «شبه حكومية لوزارة الصحة الفيدرالية».